# Championnat de Pologne de football 1998-1999
Le Championnat de Pologne 1998-1999 a vu le Wisla Cracovie remporter facilement cette édition, comptant 17 points de plus que le 2e, le Widzew Łódź.

## Classement

### Meilleur buteur
- Tomasz Frankowski (Wisla Cracovie) : 21 buts